# Nordic Telecom
Nordic Telecom poskytuje internet na vlastních optických i bezdrátových sítích. Přes přístupovou infrastrukturu společnosti CETIN nabízí i pevné připojení na technologii xDSL.[zdroj?]
Od roku 2017 do roku 2023 se Nordic Telecom aktivně podílel na konsolidaci trhu lokálních poskytovatelů internetu. V roce 2016 (prostřednictvím investiční skupiny Nordic Investors) převzal aktivity tehdejšího operátora U:fon. Začátkem roku 2020 společnost odkoupila 100% podíl internetového providera LIBLI, který v předchozích letech integroval několik lokálních ISP na Moravě (např. Fofrnet, Baja Net, Davenet, KMnet, Fifejdy, Oxid, DAT aj.).[zdroj?]
V roce 2025 se Nordic Telecom stal součástí skupiny O2.

## Kmitočty
V roce 2017 v aukci ČTÚ vydražil Nordic Telecom jako jediný účastník v pásmu 3,7 GHz dva bloky v celkové šířce 80 MHz. V budoucnu tato síť umožní 5G datové mobilní přenosy. V roce 2020 získal v aukci ČTÚ jeden blok 20 MHz v pásmu 3400–3600 MHz. V roce 2021 došlo k reorganizaci pásma a společnost získala ucelený blok v pásmu 3,7 GHz v celkové šířce 100 MHz (3700–3800 MHz) na místo pásma 3,5GHz. V květnu 2024 společnost převedla všechny vydražené kmitočty v pásmu 3,7 GHz na společnost O2 Czech Republic a.s.

## Historie společnosti
Dne 13. května 2016 byla uzavřena smlouva o prodeji části závodu společnosti Air Telecom a.s. provozující síť CDMA2000 v pásmu 410–430 MHz na společnost Nordic Mobile s.r.o., následně přejmenovanou na Air Telecom s.r.o., nástupce. V roce 2017 došlo k prodeji ochranné známky Air Telecom a přejmenování společnosti na Nordic Telecom.
Dne 1. června 2022 došlo ke sloučení společnosti Nordic Telecom s.r.o. do společnosti Nordic Telecom Regional s.r.o.
Dne 24. června 2024 společnosti O2 Czech Republic a Nordic Telecom Holding, majitel stoprocentního podílu v Nordic Telecom Regional s.r.o., podepsaly smlouvu o prodeji tohoto stoprocentního podílu. Po schválení příslušnými úřady se tak O2 Czech Republic stane jediným majitelem společnosti Nordic Telecom Regional s.r.o.  

### Sídlo
Sídlo společnosti je na adrese Jihlavská 1558/21, 140 00 Praha 4 – Michle. Členy správní rady jsou Radovan Daniš a Libor Dočkálek.

## Nabídka
Mezi produkty společnosti patří:
- Internet vzduchem na sítích 2,4 GHz, 5 GHz, 60 GHz a 3,7 GHz
- Optický internet na technologii GPON, FTTH a FTTB
- Pevný internet typu xDSL přes přístupovou síť společnosti CETIN
- IPTV